# SMS Kaiserin Elisabeth
O SMS Kaiserin Elisabeth foi um cruzador protegido operado pela Marinha Austro-Húngara e a segunda e última embarcação Classe Kaiser Franz Joseph I, depois do SMS Kaiser Franz Joseph I. Sua construção começou em julho de 1888 nos estaleiros do Arsenal Naval de Pola e foi lançado ao mar em setembro de 1890, sendo comissionado na frota austro-húngara no final de novembro de 1892. Era armado com uma bateria principal composta por dois canhões de 240 milímetros montados em duas torres de artilharia individuais, tinha um deslocamento carregado de quase quatro mil toneladas e meia e alcançava uma velocidade máxima de dezenove nós (36 quilômetros por hora).
O Kaiserin Elisabeth partiu em uma viagem pelo Sudeste Asiático e Oceano Pacífico assim que entrou em serviço, tendo a bordo o arquiduque Francisco Fernando, o herdeiro presuntivo do trono austro-húngaro. Ele se envolveu a partir de 1899 na supressão do Levante dos Boxers na China, depois do qual passou longos períodos servindo na área a fim de proteger a concessão austro-húngara em Tianjin pela década seguinte. O Kaiserin Elisabeth estava na China quando a Primeira Guerra Mundial começou em 1914, fugindo para concessão alemã em Kiachau, onde ficou preso no Cerco de Tsingtao. O navio foi deliberadamente afundado em novembro para que não fosse capturado pelos inimigos.

## Características

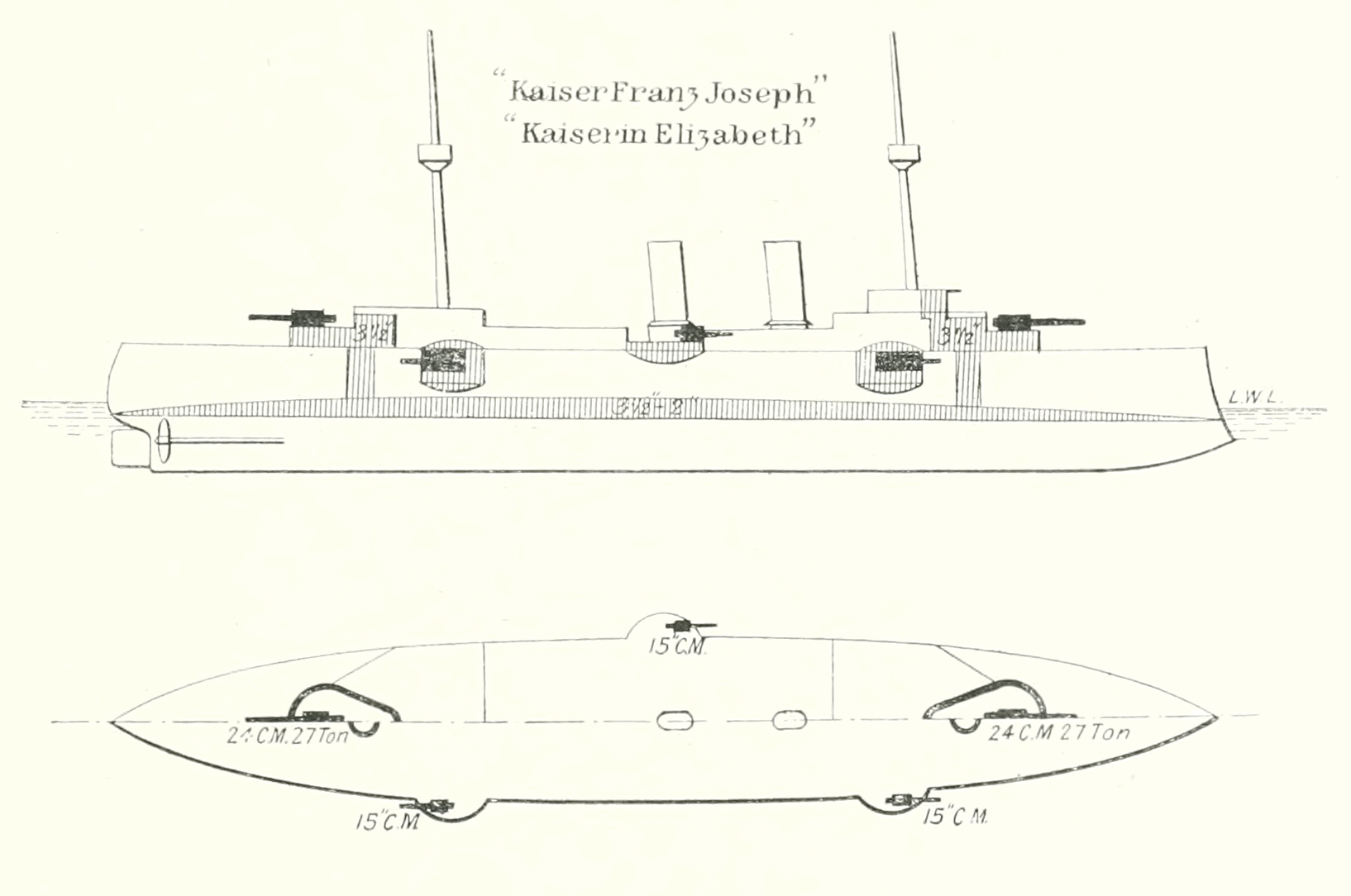
Desenho da disposição de artilharia da Classe Kaiser Franz Joseph I

O Kaiserin Elisabeth tinha 103,9 metros de comprimento de fora a fora, uma boca de 14,75 metros e um calado de até 5,7 metros. O navio possuía um deslocamento normal de 3 967, porém seu deslocamento carregado chegava a 4 494 toneladas. Seu sistema de propulsão era composto por quatro caldeiras cilíndricas que impulsionavam dois motores de tripla expansão horizontais, que chegavam a produzir oito mil cavalos-vapor (5 880 quilowatts) de potência. O Kaiserin Elisabeth era capaz de alcançar uma velocidade máxima de 19,65 nós (36,39 quilômetros por hora). Ele podia carregar até 670 toneladas de carvão, o que lhe proporcionava uma autonomia de 3,2 mil milhas náuticas (5,9 mil quilômetros) a uma velocidade de dez nós (dezenove quilômetros por hora). Sua tripulação era formada por 427 oficiais e marinheiros.
A bateria principal do Kaiserin Elisabeth consistia em dois canhões Krupp K calibre 35 de 240 milímetros montados em duas torres de artilharia únicas, uma à vante e outra à ré da superestrutura. O armamento secundário tinha seis canhões Krupp SK calibre 35 de 149 milímetros montados em casamatas a meia-nau, três em cada lateral. Também foi equipado com dezesseis canhões Škoda SFK calibre 44 de 47 milímetros mais quatro tubos de torpedo de 400 milímetros. Estes ficavam em montagens únicas localizadas na proa, na popa e uma em cada lateral. O cruzador passou por modernizações em 1905, com seus armamentos principais tendo sido substituídos por dois canhões Škoda SK calibre 40 de 149 milímetros. O cinturão de blindagem tinha 57 milímetros de espessura a meia-nau. As torres de artilharia tinham blindagem de noventa milímetros de espessura, enquanto o convés tinha 38 milímetros. A torre de comando era protegida por blindagem entre cinquenta e noventa milímetros de espessura.

## História

### Tempos de paz

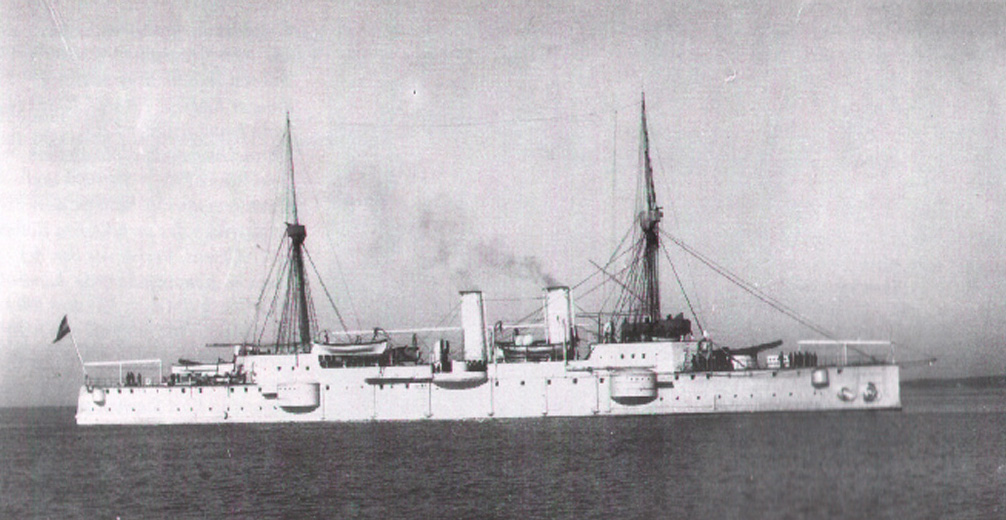
O Kaiserin Elisabeth

O batimento de quilha do Kaiserin Elisabeth ocorreu em julho de 1888 no Arsenal Naval de Pola sob o nome provisório de "Cruzador Abalroador B". Foi lançado ao mar em 25 de setembro de 1890 e comissionado em 24 de novembro de 1892. Um mês depois de entrar em serviço o cruzador partiu para uma viagem pelo Sudoeste Asiático e Oceano Pacífico, tendo a bordo o arquiduque Francisco Fernando, o herdeiro presuntivo do trono austro-húngaro. A embarcação foi comandada pelo capitão de mar Alois von Becker e tinha dentre seus oficiais o arquiduque Leopoldo Fernando. O cruzador atravessou o Canal de Suez, parando no Ceilão e então em Bombaim, onde Francisco Fernando e seu séquito desembarcaram para viajarem pela Índia. O Kaiserin Elisabeth navegou ao redor do subcontinente indiano e se reencontrou com o arquiduque em Calcutá. A viagem prosseguiu pelas Índias Orientais Holandesas até Sydney, na Austrália. Francisco Fernando desembarcou novamente para realizar uma viagem de caça pelo outback. De Sydney o cruzador passou por Numeá, Novas Hébridas, Ilhas Salomão, Nova Guiné, Sarauaque, Hong Kong e por fim Japão, onde o Kaiserin Elisabeth e Francisco Fernando se separaram, com o arquiduque seguindo viagem para a América do Norte. O navio foi para a China e região e voltou para Trieste pelo Canal de Suez em 1893.
O Kaiserin Elisabeth e seu irmão SMS Kaiser Franz Joseph I participaram em junho de 1895 da cerimônia de abertura do Canal Imperador Guilherme, na Alemanha. Na viagem de volta o navio foi para a região do Levante, voltando para casa apenas em 1896. A embarcação fez outra viagem para o Extremo Oriente em 1899, fazendo parte da contribuição austro-húngara na supressão do Levante dos Boxers na China. Em consequência desta a Áustria-Hungria recebeu uma concessão em Tianjin e foi decidido que a Marinha Austro-Húngara manteria uma presença permanente no Extremo Oriente a fim de proteger interesses austro-húngaros e proteger sua concessão. O Kaiserin Elisabeth assim ficou na área até 1905, quando voltou para casa e passou por modernizações no ano seguinte, com seus canhões principais sendo substituídos por canhões de 149 milímetros e suas armas secundárias elevadas para o convés superior. O cruzador ficou pelos anos seguintes realizando exercícios de rotina, sendo reclassificado como cruzador de 2ª classe em 1908 e depois como cruzador pequeno em 1911. Neste mesmo período Kaiserin Elisabeth esteve de volta na China, voltando de novo para a região em 1913.

### Primeira Guerra
O Kaiserin Elisabeth era o único navio de guerra austro-húngaro fora do Mar Adriático quando a Primeira Guerra Mundial começou em 1914.  Ele navegou primeiro para a concessão alemã em Kiachau, pois era muito lento para atacar navios mercantes britânicos e franceses no Pacífico, seguindo logo depois para Tsingtao, onde reforçou a Esquadra do Leste Asiático alemã. O Japão declarou guerra contra a Alemanha e Áustria-Hungria em 23 e 25 de agosto, respectivamente. Os austro-húngaros tinham a esperança de desarmar o cruzador e interná-lo em Xangai, na esperança que a China devolvesse a embarcação depois do fim bem-sucedido da guerra. Entretanto, o imperador Guilherme II da Alemanha ordenou pessoalmente que os austro-húngaros colocassem o navio sob comando das forças alemãs que defendiam a Baía de Kiachau.

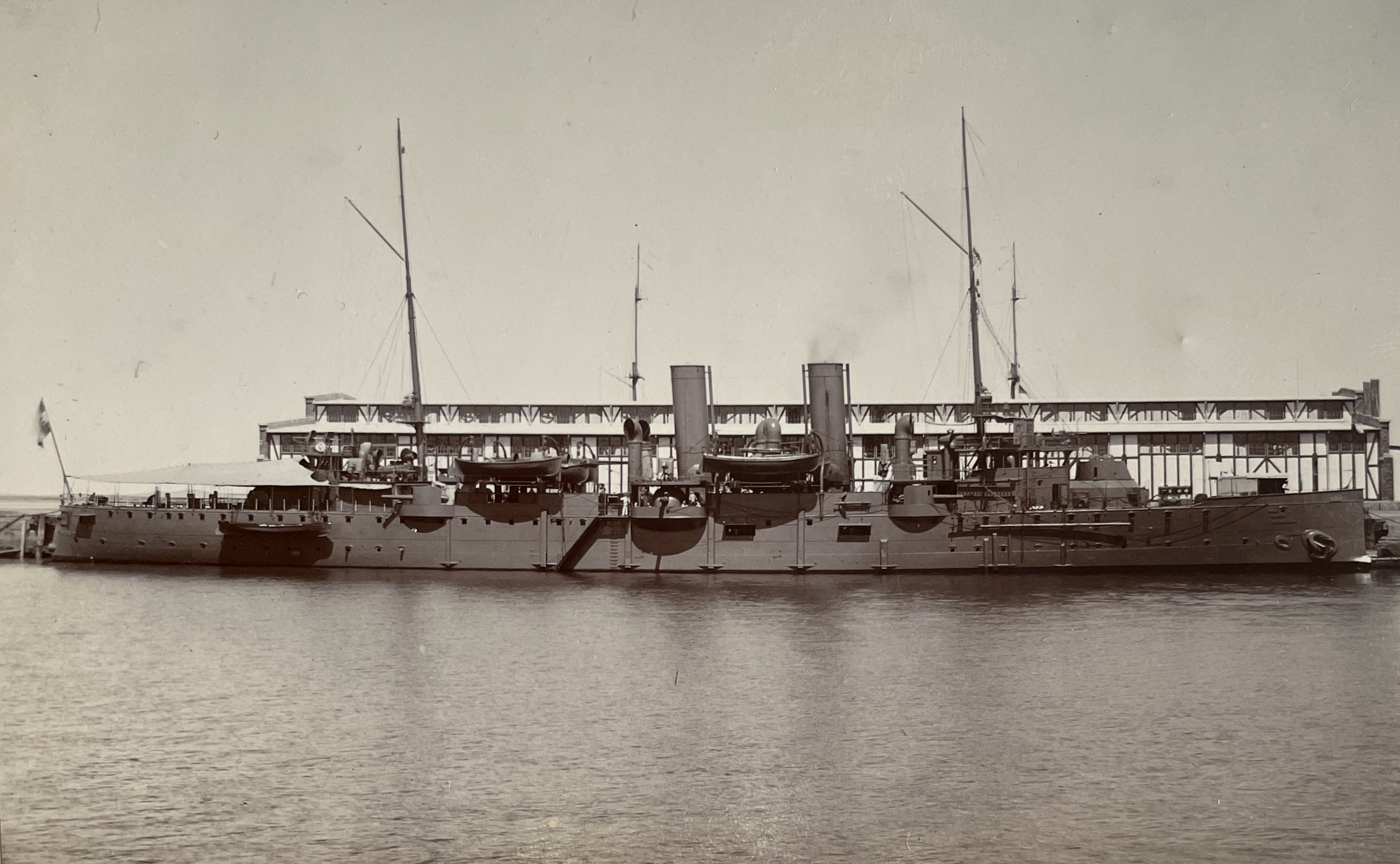
O Kaiserin Elisabeth na China

O Japão rapidamente cercou Tsingtao. A primeira batalha aeronaval na história ocorreu em 6 de setembro, quando um Farman MF.11 lançado do porta-hidroaviões Wakamiya atacou o Kaiserin Elisabeth e a canhoneira alemã SMS Jaguar com bombas, porém sem sucesso. Estes dois navios pouco depois fizeram uma surtida fracassada contra as embarcações japonesas que cercavam a baía. Os canhões do Kaiserin Elisabeth acabaram sendo removidos e montados em terra, criando a chamada "Bateria Isabel". Sua tripulação enquanto isso fez parte da defesa de Tsingtao, liderados pelo capitão Richárd Makovicz. Os navios alemães presos no porto foram sendo deliberadamente afundados a medida que o cerco progredia para que não fossem capturados por japoneses ou britânicos. O Kaiserin Elisabeth foi o penúltimo navio a ser afundado, naufragando em 2 ou 3 de novembro. As forças alemãs e austro-húngaras se renderam em 7 de novembro. Dez tripulantes do Kaiserin Elisabeth foram mortos durante o cerco.
Os quase quatrocentos tripulantes sobreviventes, incluindo Makovicz, foram aprisionados pelos japoneses, passando o restante do conflito espalhados entre cinco campos de prisioneiros de guerra diferentes ao redor do Japão. Ao final da guerra em 1918, aqueles etnicamente italianos foram os primeiros a receberem permissão para voltarem para casa, seguidos pelos outros grupos étnicos que formavam a tripulação do antigo cruzador. Makovicz deixou Kobe apenas em dezembro de 1919 junto com o último grupo de prisioneiros de guerra alemães e austríacos. Eles chegaram primeiro em Wilhelmshaven, na Alemanha, em fevereiro de 1920, com o capitão e seus homens seguindo para Salzburgo, na Áustria, chegando em março, os últimos prisioneiros de guerra da Marinha Austro-Húngara a voltarem.